# UKTV Gardens
 (mai 2022).
UKTV Gardens était une chaîne de télévision numérique diffusant au Royaume-Uni, faisant partie du groupe UKTV. Comme son nom l'indique, la chaîne se concentrait entièrement sur les émissions de jardinage.

## Histoire
Lors de son lancement initial, la chaîne est connue sous le nom de UKTV Style Gardens le 23 février 2005 et tout le contenu de jardinage de UKTV Style est déplacé vers la nouvelle chaîne. Début 2007, il prend le nom plus indépendant UKTV Gardens.
Dans le cadre du changement de marque UKTV, UKTV Style avec UKTV Gardens et UKTV Food sont la troisième phase du changement de marque, avec UKTV Style rebaptisé Home le 30 avril 2009 et UKTV Food en Good Food le 22 juin 2009. UKTV Gardens ferme et est remplacé par Really le 19 mai 2009, tous les programmes de jardinage de cette chaîne étant transférés sur Home. Avant la fermeture d'UKTV Gardens, elle diffuse les treize épisodes de The Victorian Kitchen Garden.

## Traduction
- (en) Cet article est partiellement ou en totalité issu de l’article de Wikipédia en anglais intitulé « UKTV Gardens » (voir la liste des auteurs).

1. ↑  (en) Emma Barnett, « UKTV unveils Home and Really in latest phase of its rebrand », sur Campaign, 2009 (consulté le 23 mai 2022)